# Wachan
Wachan (t. Wachan-daria, Wach) – rzeka we wschodnim Afganistanie. Długość - 220 km. 
Wachan powstaje na wysokości 3860 m n.p.m. z połączenia dwóch sporych górskich potoków spływających spod górskich lodowców Pamiru. Niedaleko na północ od tego miejsca znajdują się źródła Oksu, płynącego w odwrotną stronę. Wachan płynie wysokogórską doliną między skrajnym północnym pasmem Hindukuszu a pamirskim pasmem Gór Wachańskich. Na ich zachodnim krańcu łączy się z rzeką Pamir, tworząc rzekę Pandż. 
Dolina Wachanu zajmuje szerszą, wschodnią część Korytarza Wachańskiego.